# Robert Houston (attore)
Robert Houston (California, 30 novembre 1955) è un regista e attore statunitense.

## Biografia
Divenne noto per la prima volta per il suo personaggio Bobby nel classico horror di Wes Craven del 1977 Le colline hanno gli occhi. Nel 1980 ha montato i primi due film d'azione giapponesi Lone Wolf and Cub in un film chiamato Shogun il giustiziere. Houston ha anche scritto e diretto diversi film indipendenti negli anni '80, tra cui la commedia per adolescenti del 1984 Con le buone maniere si ottiene tutto (Bad Manners nell'originale). Nel 1995 il partner di Houston morì di AIDS, per questo si allontanò dai suoi impegni cinematografici e ritornò al cinema tre anni dopo, trovando maggior entusiasmo nel realizzare documentari: Rock The Boat è la sua prima realizzazione, che racconta gli sforzi di un membro di un equipaggio che partecipa ad una regata estrema attraverso l'Oceano Pacifico. Houston è diventato un regista rispettato con i suoi due documentari più importanti, Mighty Times: The Legacy of Rosa Parks nel 2002, che è stato candidato per un Oscar nel 2003 e Mighty Times: The Children's March nel 2004, che ha vinto l'Oscar al miglior cortometraggio documentario nel 2005.

## Filmografia

### Attore
- Le colline hanno gli occhi (The Hills Have Eyes), regia di Wes Craven (1977)
- 1941 - Allarme a Hollywood, regia di Steven Spielberg (1979)
- Cheerleaders Wild Weekend, regia di Jeff Werner (1979)
- Aces Go Places, regia di Eric Tsang (1982)
- Aces Go Places 2, regia di Eric Tsang (1983)
- Le colline hanno gli occhi II (The Hills Have Eyes Part II), regia di Wes Craven (1985)
- A Killing Affair, regia di David Saperstein (1988)

### Regista

#### Cinema
- Shogun il giustiziere (Shogun Assassin), (1980)
- Con le buone maniere si ottiene tutto (Bad Manners), (1984)
- L'originale (1989)
- Caged Fear (Hotel Oklahoma), (1991)
- Playboy: Erotic Fantasies regia di J. Granville Brown, Robert Houston, Steve Conte (1992)

#### Documentari
- The Human Race (1998)
- Rock the Boat (1998)
- A Place at the Table (2001)
- Mighty Times: The Legacy of Rosa Parks (2002)
- Mighty Times: The Children's March (2004)

## Premi e riconoscimenti
Premio Oscar
- 2003 – Candidatura al miglior cortometraggio documentario per Mighty Times: The Legacy of Rosa Parks
- 2005 – Oscar al miglior cortometraggio documentario per Mighty Times: The Children's March

Premio Emmy
- 2005 – Vincitore della categoria Outstanding Children/Youth/Family Special per Mighty Times: The Children's March[1]

Florida Film Festival
- 1998 – Vincitore del miglior documentario per Rock the Boat
- 1998 – Vincitore dell'audience award per Rock the Boat